# Церковь Святого Николая (Сестрорецк)
Церковь Святого Николая — недействующий лютеранский храм в городе Сестрорецк, центр бывшего капельного прихода Сиестарйоки (фин. Siestarjoki) Евангелическо-лютеранской церкви Ингрии.

## История
Самостоятельная лютеранская община образовалась в 1721 году из немцев, работавших на Сестрорецком оружейном заводе.
В 1815 году на средства общины была построена деревянная часовня, приписанная к приходу Валкеасаари.
С 1878 года в приходе работала воскресная школа, преподавал в ней настоятель А. В. Форстадиус.
В 1904 году был построен деревянный молитвенный дом, в том же году преобразованный в церковь Святого Николая. Два раза в год службы проводились на эстонском языке.
Приход входил в Шлиссельбургское пробство.
Церковь была закрыта в 1932 году, в её здании разместили общежитие.

## Духовенство
| Настоятели прихода | Настоятели прихода                 |
| Даты               | Пастор                             |
| ------------------ | ---------------------------------- |
| 1791—1818          | Якоб Фредрик Ландзерт              |
| 1820—1837          | Пауль Константин Ландзерт          |
| 1837—1868          | Константин Шрёдер                  |
| 1869—1876          | Андерс Аугуст Кранк                |
| 1876—1905          | Алексантери Вилхелм Форстадиус     |
| 1905—1918          | Альфред Александр Форстадиус       |
| 1920—1922          | Феликс Фридольф Реландер (епископ) |
| 1923—1925          | Иосиф Мюхкюря                      |
| 1925—1932          | Фредрик Сойттонен                  |

## Фото

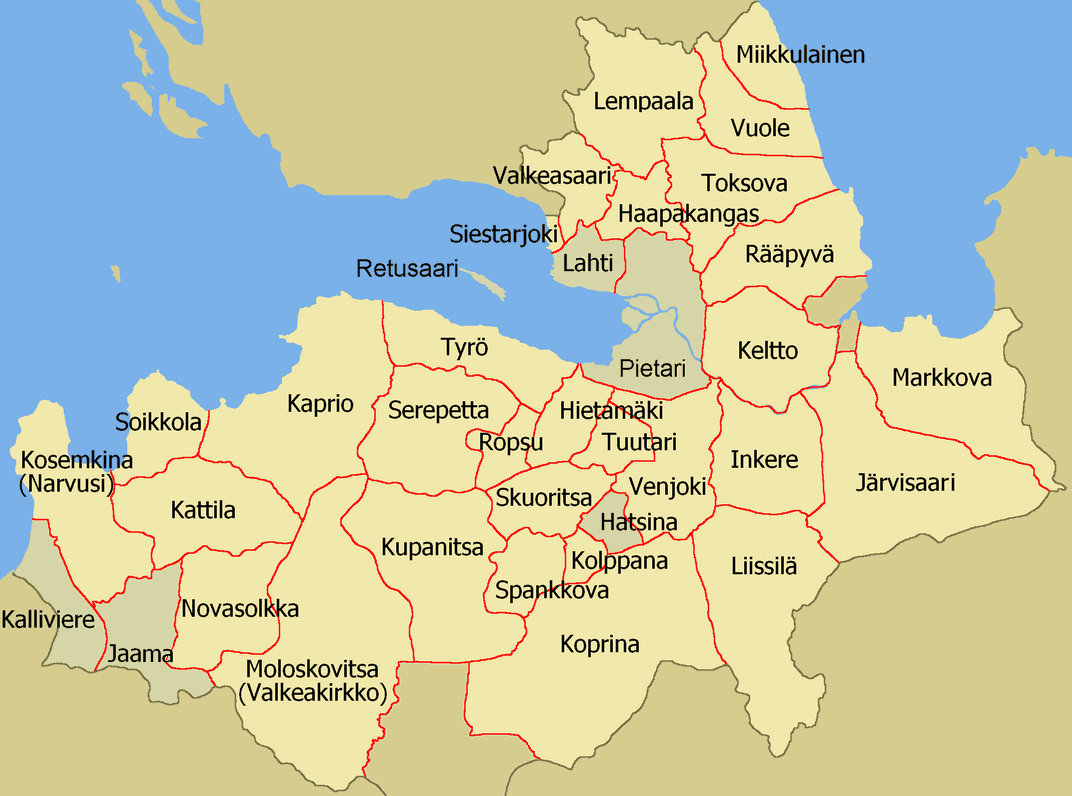
Карта приходов Церкви Ингрии (1930-е годы)

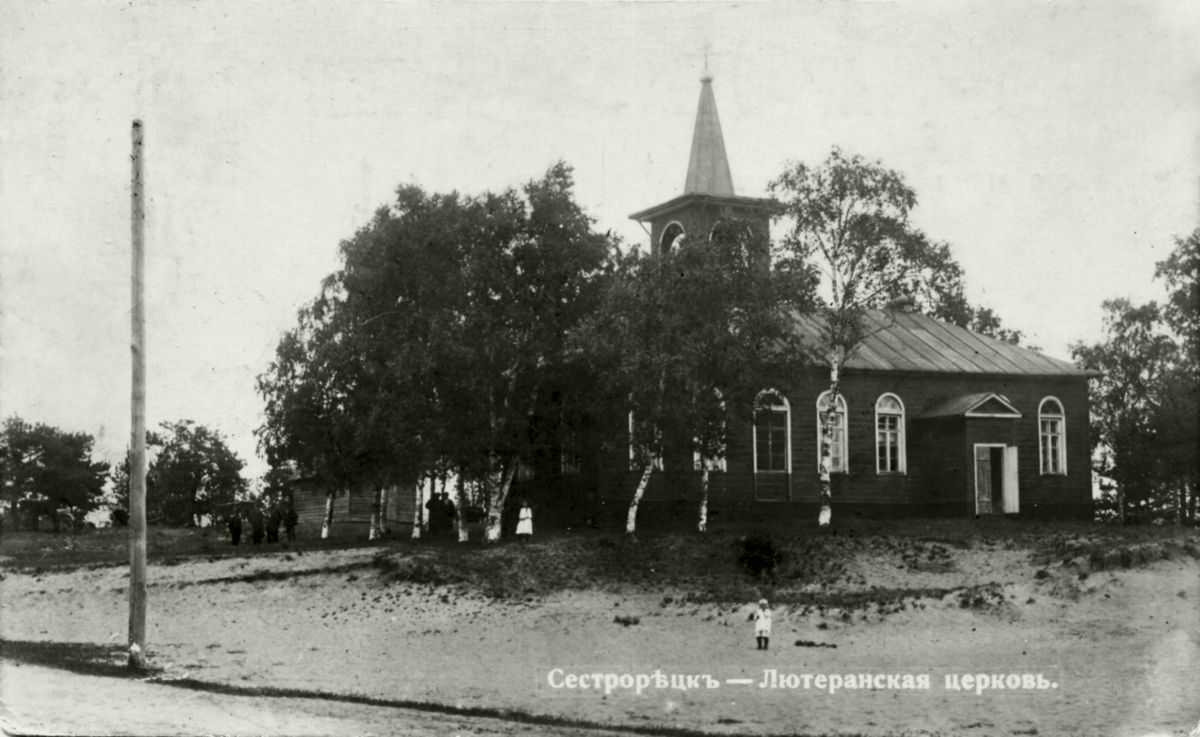
Кирха в Сестрорецке. Фото начала XX века
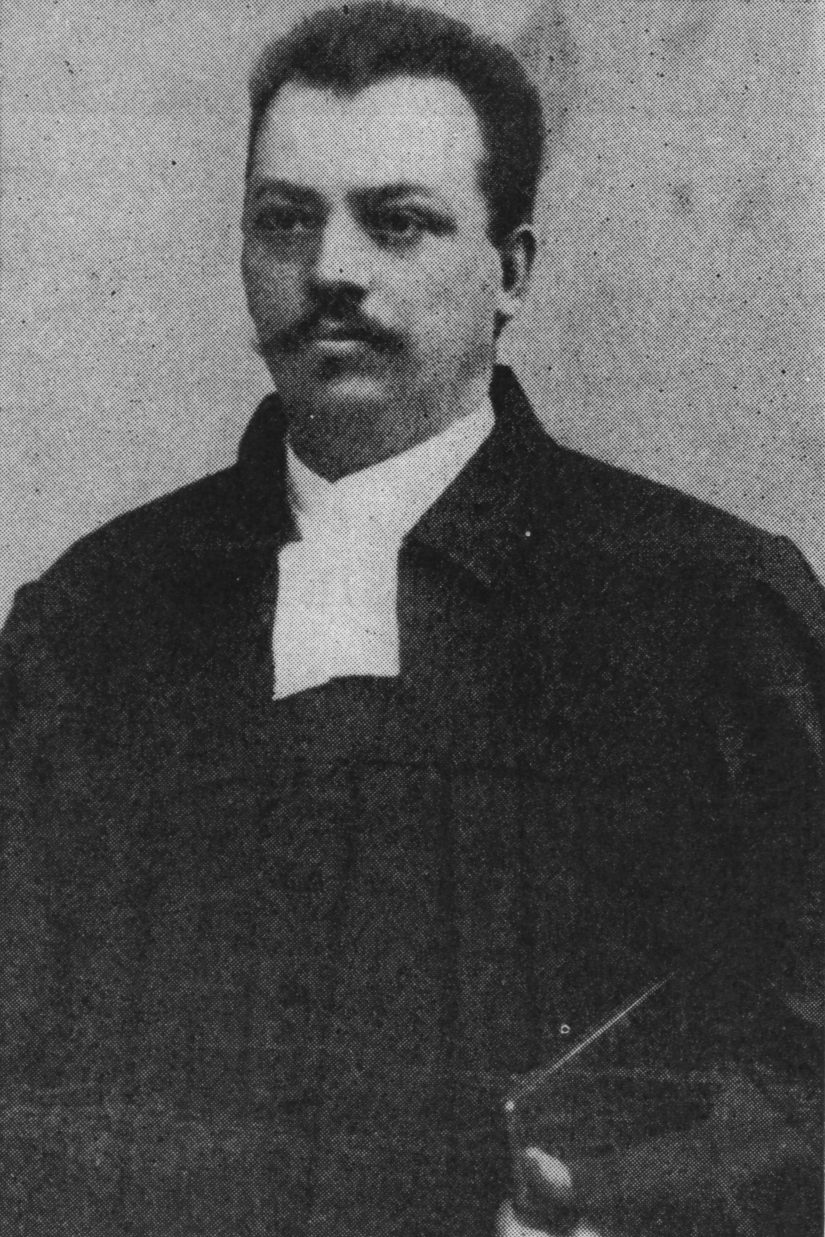
Пастор Альфред Александр Форстадиус